# Walter Wright (regista)
Walter Wright (Ohio, 10 febbraio 1885 – Los Angeles, 28 maggio 1958) è stato un regista statunitense.

## Biografia
Nato nell'Ohio nel 1885, fu attivo nel cinema dal 1914 al 1920. Diresse una trentina di pellicole, lavorando per Mack Sennett. La sua unica apparizione sullo schermo come attore, la fece in Charlot entra nel cinema, un film della Keystone, dopo essere stato accreditato come direttore della fotografia in Barney Oldfield's Race for a Life diretto da Sennett.

## Filmografia

### Regista
- A Coat's Tale (1914)
- When Ambrose Dared Walrus  (1915)
- His Halted Career (1915)
- Among the Mourners (1915)
- Saved by the Wireless (1915)
- The Home Breakers (1915)
- Ambrose's Sour Grapes (1915)
- From Patches to Plenty (1915)
- Ambrose's Little Hatchet (1915)
- Ambrose's Fury (1915)
- Ambrose's Lofty Perch (1915)
- Ambrose's Nasty Temper (1915)
- When Ambrose Dared Walrus (1915)
- The Battle of Ambrose and Walrus (1915)
- Dizzy Heights and Daring Hearts (1915)
- Cinders of Love (1916)
- His Last Laugh (1916)
- The Love Comet (1916)
- Wings and Wheels (1916)
- A la Cabaret (1916)
- Dollars and Sense (1916)
- Her Circus Knight (1917)
- Pinched in the Finish (1917)
- Oriental Love (1917)
- Skidding Hearts  (1917)
- Friend Husband (1918)
- Love Loops the Loop (1918)
- Her Blighted Love (1918)
- His Wife's Friend (1918)
- The Village Chestnut (1918)
- Love's Protegé (1920)
- Fresh from the City (1920)

### Sceneggiatore
- Willful Ambrose, regia di David Kirkland (1915)
- When Ambrose Dared Walrus, regia di Walter Wright (1915)

### Attore
- Charlot entra nel cinema (A Film Johnnie), regia di George Nichols (1914)

### Direttore della fotografia
- Barney Oldfield's Race for a Life, regia di Mack Sennett (1913)